# Sidi Daoud (Tunisie)
Pour les articles homonymes, voir Sidi Daoud.
Sidi Daoud (arabe : سيدي داود) est un village tunisien rattaché administrativement à la délégation d'El Haouaria dans le gouvernorat de Nabeul.

## Géographie

### Localisation
Sidi Daoud est situé à l'extrémité nord-est de la péninsule du cap Bon, à une dizaine de kilomètres au sud-ouest de la ville d'El Haouaria.
La région de Sidi Daoud englobe toute la zone comprise entre le village historique construit autour du mausolée de Sidi Daoud et le port de pêche plus au nord. Une distance d'environ 2,5 kilomètres à vol d'oiseau sépare ces deux pôles de cette zone rurale.
Les villages environnants sont Borj Essalhi au nord, Saheb Jebal et Béni Khira à l'ouest.

### Relief
Le relief de la région de Sidi Daoud est montagneux, avec une alternance de couches argileuses et d'autres gréseuses.
Au nord se trouvent le djebel El Hammam et le djebel Ghormane (parfois orthographié Rheurmane) qui culminent respectivement à 98 et 104 mètres. Ils forment une barrière en suivant un axe ouest/est. À l'est de Sidi Daoud se trouve le djebel El Mkata, tandis qu'au sud se trouve la forêt de Dar Chichou.

### Hydrographie
Le golfe de Tunis borde la région à l'ouest. La côte est rocheuse et connaît une forte érosion. Elle est caractérisée par la présence de plusieurs criques séparées par des promontoires escarpés. Au nord, une anse de taille assez importante se trouve entre deux promontoires et porte le nom de baie de Thonora ou Tonnora, du nom de l'île qui accueille le port de pêche et qui est désormais relié au continent par un terre-plein,.
Au pied des djebels El Hammam et Ghormane se trouve un cours d'eau appelé oued Es-Siah qui se jette au nord de la baie de Thonora. Ce oued est complètement canalisé de nos jours. Au sud se trouvent quelques petites sebkhas côtières.
En outre, quelques îlots se trouvent face au rivage, dont l'ilôt Djila qui se trouve entre le village historique et le promontoire du corps de garde de Sidi Daoud. Plus loin se trouvent les îles de Zembra et Zembretta.

### Climat
Le climat est de type méditerranéen et les moyennes mensuelles de température varient entre 12 °C en hiver et 27 °C en été. La pluviométrie annuelle est moyenne, de l'ordre de 591 millimètres. C'est par ailleurs une région très venteuse avec des vents dominants de direction Ouest à Ouest-Nord-Ouest.

### Voies de communication et transport
Sidi Daoud se trouve légèrement à l'écart de la route régionale 26 reliant Borj Cédria et El Haouaria.

## Histoire

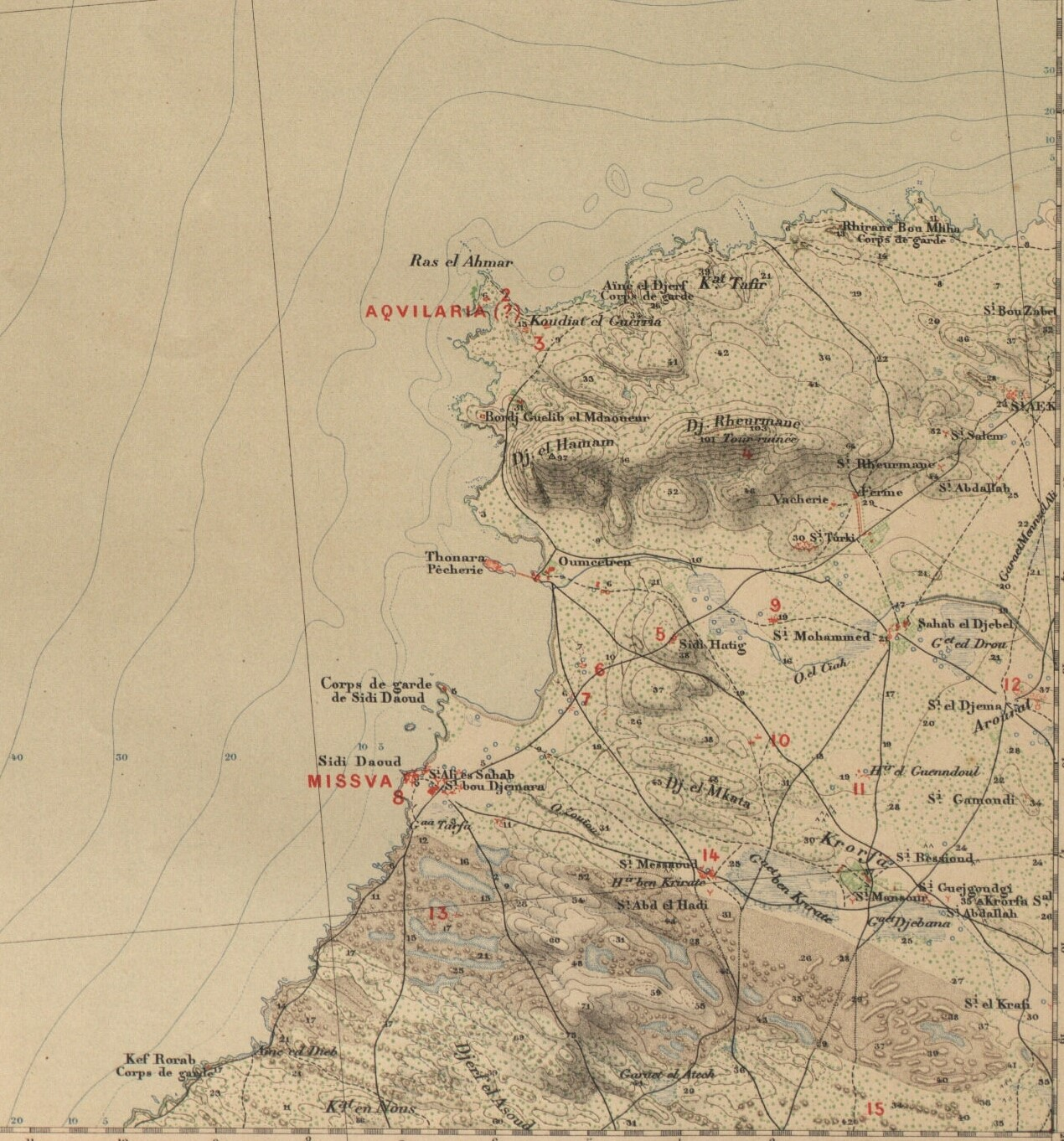
Carte historique de la région de Sidi Daoud.

### Période antique
Le village est érigé sur les vestiges de la cité antique de Missua, un port important et prospère dans l'Afrique proconsulaire.

### Période médiévale
À l'époque médiévale, la toponymie du lieu connaît une évolution encore inexpliquée en passant de Missua (variante Νισυα citée par Ptolomée) à Nûbi(y)a. Ce dernier nom devient ensuite Nouba.
La cité est mentionnée par les géographes médiévaux arabes Al-Bakri, Al Idrissi, Al-Nowaïri et Yaqout al-Rumi. Elle est aussi visible sur les cartes médiévales européennes comme sur le portulan de Visconti de 1318 ou l'Atlas catalan de 1375.
Nouba est au Moyen Âge le principal port du cap Bon pour rejoindre la Sicile. Ainsi, après son abdication en 902, l'émir aghlabide Ibrahim II y séjourne pendant deux mois avant d'embarquer pour Trapani.
D'après plusieurs historiens arabes dont Al-Yaqubi, mort au IXe siècle, la cité médiévale est le chef-lieu de la région du cap Bon depuis une période indéterminée vu que le gouverneur y siège. On ignore son étendue géographique précise mais elle est aussi désignée sous le nom de Ksar Nouba (fort de Nouba),, ce qui suppose qu'elle était de taille limitée. Elle cède sa place de chef-lieu à Menzel Bachou au Xe siècle, ce qui signe le début de son déclin,. Cette déchéance s'explique par la requalification des flux et des lieux de pouvoir avec des relations moins fréquentes avec la Sicile mais aussi l'émergence de Tunis et de son port de La Goulette. Nouba est dans cette configuration-là à l'écart des grandes voies.
En outre, on sait qu'elle est devenue par la suite un refuge pour les corsaires.

### Période moderne et contemporaine

#### Village de Sidi Daoud
Le lieu porte de nos jours le nom d'un personnage nommé Sidi Daoud Ennoubi, en supplantant le nom de Nouba de façon progressive et ce depuis une date inconnue. L'installation du mausolée de ce marabout a en effet induit, comme c'est souvent le cas au Maghreb, une confusion entre le lieu et le saint. En tout cas, on sait que le changement d'appellation est acquis entre le XVe siècle et le XVIe siècle,. Le village s'est développé autour de deux pôles : d'une part le mausolée de Sidi Daoud Ennoubi au sud, et d'autre part la pêcherie au nord. Le village est construit sur le site de la cité antique de Missua.

#### Pêcherie de Thonora
La pêcherie s'est développée sur l'île de Thonora en face du lieu-dit d'Oum Setrene. Elle est en outre mentionnée dans plusieurs documents historiques comme une lettre adressée par la république de Gênes au sultan hafside Abou Amr Uthman en 1480 pour se plaindre des abus dont est victime le concessionnaire italien de la pêcherie. Un port moderne est construit en 1983 à l'emplacement de la pêcherie et l'île n'en est plus une car reliée au continent par un terre-plein. Ce lieu a perdu son ancienne toponymie et porte désormais aussi le nom de Sidi Daoud.

## Économie

### Pêche

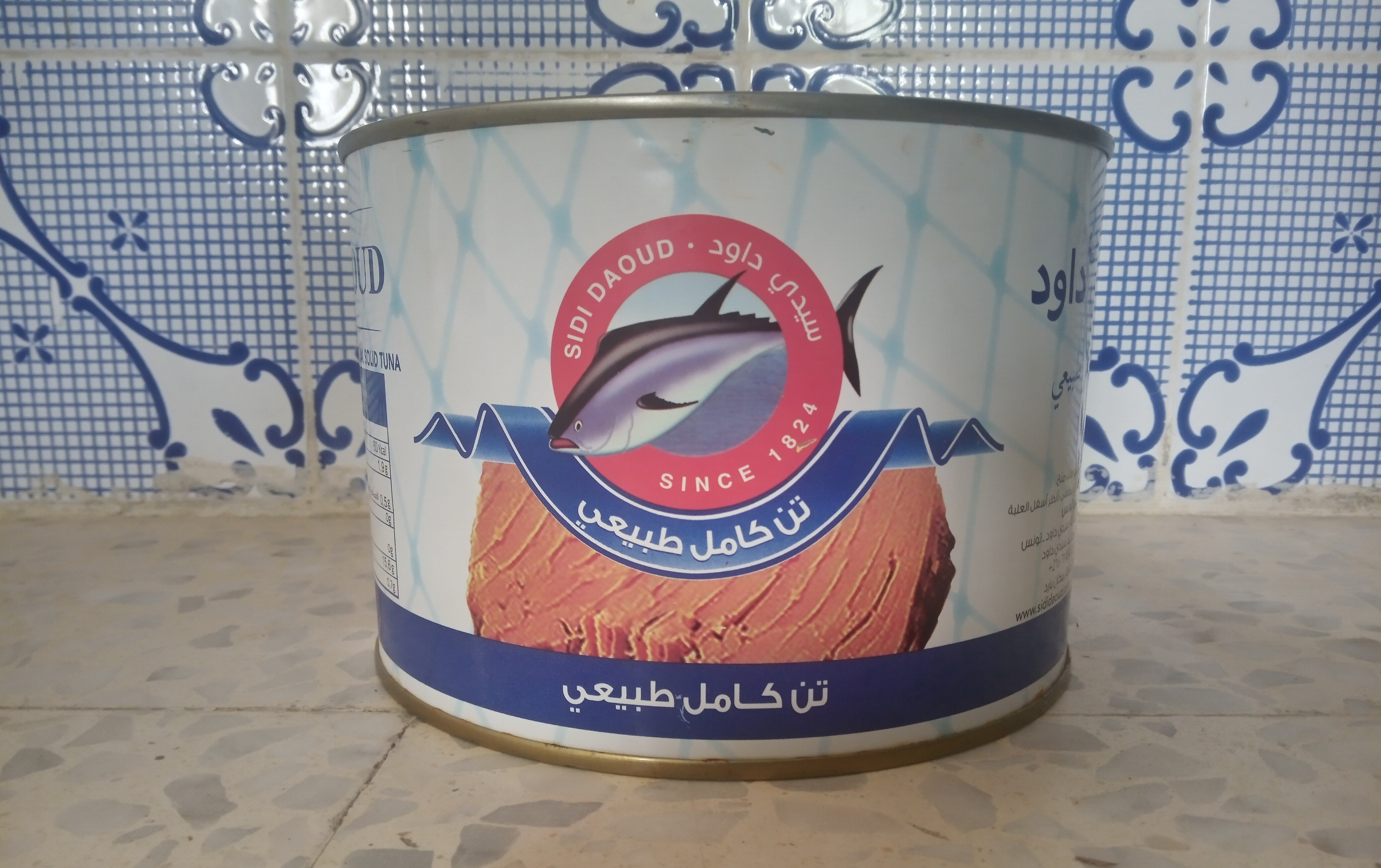
Boîte de thon Sidi Daoud produite dans la localité.

La pêche est la principale activité économique de Sidi Daoud. Ainsi, un port de pêche est aménagé en 1983 dans la baie de Thonora, à l'emplacement de l'ancienne pêcherie, au nord du village historique.
Cette activité est orientée vers la pêche saisonnière au thon rouge, classé en danger d'extinction, avec des méthodes assez traditionnelles pratiquées depuis l'Antiquité. Il s'agit de la pratique de la madrague qui se déroule entre mai et juillet lors de la migration des bancs de thons entre l'Atlantique et la Méditerranée en longeant les côtes.
Une conserverie de thon très connue en Tunisie sous le nom de Sidi Daoud est installée dans la zone de la pêcherie depuis 1824,.

### Éolien

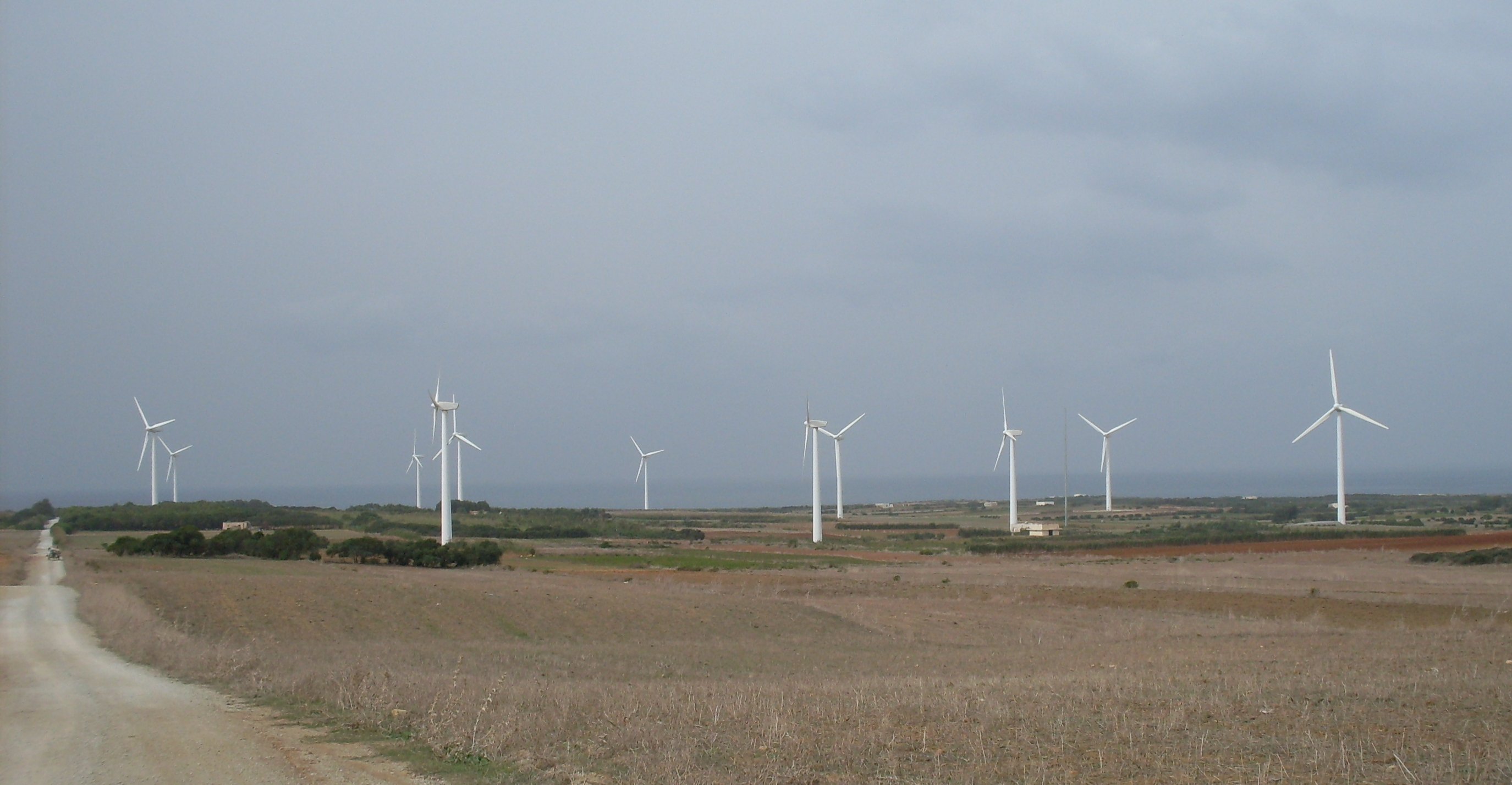
Parc éolien à Sidi Daoud.

Le parc éolien de Sidi Daoud est situé sur les hauteurs des djebels El Hammam et Ghormane. Ce lieu a été choisi grâce à la forte ventosité dans cette région qui se trouve à l'extrême nord du cap Bon. Le parc a fourni 2 % de la consommation électrique du pays en 2009.

### Agriculture
L'agriculture locale est caractérisée par l'existence de nombreuses petites parcelles avec des cultures d'orge et de foin.

## Culture

### Sidi Daoud Ennoubi
Sidi Daoud Ennoubi Essanhaji, est un marabout. Les deux surnoms qu'ils portent correspondent à son ascendance (nisba en arabe) : celui d’Ennoubi provient du nom du lieu de sa sépulture qu'on appelait Nouba, alors que celui d'Essanhaji renvoie à sa tribu d'origine des Sanhadja.
Sidi Daoud vivait dans le village berbère de Bou-Krim qui se trouve à quelques kilomètres seulement. À sa mort, il aurait demandé à ses fils de le placer sur sa mule et de l'enterrer au lieu où celle-ci s'arrêterait de son plein gré. Son dernier souhait a été exaucé et on a par la suite élevé une coupole au dessus de son tombeau. Victor Guérin rapporte en 1862 que ce saint très vénéré aurait vécu il y a plus de huit siècles, ce qui ferait de Sidi Daoud l'un des disciples d'Abd al Qadir al-Jilani comme le veut la tradition. Cette affirmation sert surtout à le rattacher au mouvement soufi de la Qadiriyya que suit sa zaouïa. En effet, l'inscription sur la plaque commémorative de son mausolée affirme qu'il serait né en 570 de l'hégire (1174) et mort le 15 ramadan 661 (9 juillet 1263),. Mais Ibn Naji affirme, quant à lui, que le saint aurait vécu dans la deuxième moitié du XIVe siècle,.
Il est, en outre, revendiqué comme l'ancêtre d'une tribu habitant cette région du cap Bon, qui est considéré à ce titre comme une tribu maraboutique. Ses membres sont appelés les Ouled Sidi Daoud (« fils de Sidi Daoud » en français) ou les Daoudins, comme l'atteste notamment la Nomenclature et répartition des tribus tunisiennes établie en 1900. Il dépendait du caïdat de Soliman.
D'autres légendes populaires existent autour de la vie du saint et notamment de sa relation avec la mer. Sidi Daoud est en effet le saint protecteur des pêcheurs mais aussi de la région du cap Bon en général.

### Pratique de la matanza
La pêche saisonnière de thon à Sidi Daoud avec la technique de la madrague, appelée matanza localement, remonterait à plus de dix siècles dans cette région. Elle se déroule de mai à juillet. L'exploitation touristique de la matanza est interdite.

## Patrimoine

### Patrimoine antique de Missua
De nombreux vestiges sont encore subsistants de la cité romaine de Missua :
- Villa avec vivier dont une partie de la structure est visible juste en face du mausolée de Sidi Daoud ; le vivier est taillé directement dans une ancienne carrière et associé à d'autres cuves à poissons[36], ce bassin possédant deux conduites de soixante centimètres de largeur[37] avec des dimensions de 9,6 mètres sur 7,7 avec une profondeur variant entre 1,10 et 1,30 mètre[2] ;
- Thermes mesurant soixante mètres sur 46, dont les ruines des voûtes et murs sont effondrées[38] ;
- Grand bâtiment construit autour d'une grande dépression[38] ;
- Bâtiment, appelé El Mhajer localement, dont les ruines forment une butte[38] ;
- Avenue marine avec son dallage visible sur une dizaine de mètres[39].

Quant à la zone portuaire, les prospections sous-marines ont relevé plusieurs vestiges du port de Missua :
- Fondations de quais et de deux jetées, qui pouvaient servir comme brise-lame ou quais d'accostage[2] ;
- Présence de dépotoirs urbains et portuaires sur plusieurs centaines de mètres carrés[2] ;
- Épaves datées entre le Ier siècle av. J.-C. et le IVe siècle[2].

Les éléments suivants se trouvent dans la périphérie de la cité antique :
- Carrières de Tarfa, une grande carrière de grès tendre qui a servi à édifier Carthage et Utique et dont le cirque naturel a été transformé en un théâtre pour Missua[40] ;
- Autres carrières littorales de grès exploitées pendant les périodes punique et romaine[41] ;
- Henchir El Baggues accueillant des traces d'un grand établissement antique[42] ;
- Grande citerne antique de onze mètres sur 9,80 avec une structure hydraulique complexe[42] ;
- Nécropoles romaines le long du rivage[41].

### Patrimoine religieux
Plusieurs édifices et édicules sont relatifs à divers marabouts :
- Zaouïa de Sidi Daoud Ennoubi, reconstruite en 1913 par le caïd de Soliman, Hédi Slim, pour le compte de Naceur Bey, avec les apports des habous ; il s'agit d'un grand monument avec six coupoles, dont la grande est supportée par quatre colonnes en marbre gris d'Italie, et une façade en faïence[43] ;
- Sidi Sahbi dont le mzar se trouve au milieu du cimetière du village, là où se trouvent les vestiges d'un bâtiment antique[43] ;
- Sidi Bou Joummara, un tombeau en double pente et isolé[43] ;
- Sidi Abdallah, un mzar rudimentaire en forme de tumulus sur un site antique[40] ;
- Sidi Attig, les ruines d'un site antique qui accueille le mzar, soit un mur avec une sorte de mihrab et un ancien cimetière[44].

### Patrimoine militaire
Une tour en ruine est appelée « Tour espagnole » localement, bien que d'appareil romain et d'origine antique. Cette tour rectangulaire fait 5,10 mètres sur 3,80. Elle se trouve sur le djebel Ghormane et fait partie d'un système défensif qui va de Borj Essalhi à l'ouest au fort de Kélibia à l'est.
D'autre part, de nombreux postes de garde abandonnés, appelés bit el asa localement, longent la côte de la région. Ces constructions ont toutes une configuration identique et datent probablement de l'époque ottomane. L'un de ces corps de garde se trouve au promontoire sud de la baie de Thonora, au lieu-dit d'El Marsa.